# Ізоморфна суміш
Ізоморфна суміш (англ. isomorphic mixtures) — у мінералогії — структурно однорідні кристалічні фази змінного складу, які утворюються внаслідок ізоморфізму. Умовно їх можна представити як «суміш» двох або кількох теоретично можливих компонентів. При ізоморфізмі досконалому вони утворюють неперервний ряд (напр., плагіоклази — ізоморфна суміш альбітового і анортитового компонентів). В систематиці розглядаються як мінеральні види змінного складу. При недосконалому ізоморфізмі (напр., лужні польові шпати) змішуваність обмежена й існує розрив, усередині якого стійкими є дві тверді фази.